# Hội nghị thượng đỉnh Bắc Triều Tiên – Hoa Kỳ tại Hà Nội 2019
Hội nghị thượng đỉnh Triều Tiên–Hoa Kỳ tại Hà Nội 2019 (tên chính thức: DPRK–USA Hanoi Summit Vietnam theo tiếng Anh, hoặc Hội nghị thượng đỉnh CHDCND Triều Tiên–Hoa Kỳ tại Hà Nội, Việt Nam, Hội nghị thượng đỉnh Hà Nội, Hội nghị thượng đỉnh Mỹ–Triều lần thứ hai hay còn được báo chí gọi là Thượng đỉnh Trump-Kim lần hai) là cuộc gặp thượng đỉnh hai ngày giữa Chủ tịch Triều Tiên Kim Jong-un và Tổng thống Hoa Kỳ Donald Trump, được tổ chức tại Khách sạn Metropole tại Hà Nội, Việt Nam, vào ngày 27 và 28 tháng 2 năm 2019. Đây là cuộc gặp thứ hai giữa các nhà lãnh đạo của Triều Tiên và Hoa Kỳ, sau cuộc gặp đầu tiên vào năm 2018 tại Singapore.
Vào ngày 28 tháng 2 năm 2019, Nhà Trắng tuyên bố rằng hội nghị thượng đỉnh đã bị cắt ngắn và không có thỏa thuận nào đạt được, sau đó ông Trump nói rõ rằng đó là vì CHDCND Triều Tiên muốn chấm dứt mọi cấm vận đối với nước này. Bộ trưởng Ngoại giao Triều Tiên Ri Yong-ho thì khẳng định Triều Tiên chỉ tìm cách dỡ bỏ chỉ một phần gồm 5 lệnh cấm vận của Liên Hợp Quốc áp đặt lên Triều Tiên trong giai đoạn 2016-17.

## Bối cảnh
Hội nghị thượng đỉnh đầu tiên giữa Cộng hòa Dân chủ Nhân dân Triều Tiên và Hoa Kỳ đã được tổ chức vào tháng 6 năm 2018 tại Singapore nhằm khắc phục cuộc xung đột liên Triều lâu dài với vũ khí hạt nhân tên lửa liên lục địa và phi hạt nhân hóa bán đảo Triều Tiên. Một loạt các hội nghị thượng đỉnh song phương đã được tổ chức giữa Kim Jong-un của Triều Tiên, Tập Cận Bình của Trung Quốc, Moon Jae-in của Hàn Quốc và Donald Trump của Hoa Kỳ.

## Phát triển kể từ hội nghị thượng đỉnh tháng 6 năm 2018
Ngoại trưởng Hoa Kỳ Mike Pompeo bổ nhiệm Stephen Biegun làm Đại diện đặc biệt của Hoa Kỳ đối với Triều Tiên vào ngày 23 tháng 8 năm 2018.
Vào tháng 9 năm 2018, The New York Times đưa tin rằng "Triều Tiên đang sản xuất nhiên liệu và xây dựng vũ khí hạt nhân chủ động hơn bao giờ hết", nhưng làm như vậy một cách lặng lẽ, "cho phép ông Trump miêu tả một nỗ lực phi hạt nhân hóa có vẻ như đi đúng hướng."  Tờ Times đưa tin hai tháng sau đó rằng Triều Tiên dường như đã lừa đảo bằng cách đề nghị phá dỡ một căn cứ tên lửa trong khi phát triển mười sáu căn cứ khác. The Times đưa tin chương trình mở rộng này đã được tình báo Mỹ biết đến từ lâu nhưng mâu thuẫn với những khẳng định công khai của ông Trump rằng chính sách ngoại giao của ông đang mang lại kết quả. Ngay sau hội nghị thượng đỉnh tháng 6 năm 2018, Trump đã tuyên bố "Không còn mối đe dọa hạt nhân nào từ Triều Tiên... hãy ngủ ngon tối nay!" 
Vào tháng 9 năm 2018, đã có hội nghị thượng đỉnh liên Triều lần thứ ba vào năm 2018. Nó được tổ chức trong ba ngày từ 18 tháng 9 đến 20 tháng 9. Chương trình nghị sự đã tìm ra chiến lược đột phá trong các cuộc đàm phán bị cản trở với Mỹ và giải pháp phi hạt nhân hóa trên bán đảo Triều Tiên.
Vào tháng 11 năm 2018, CHDCND Triều Tiên lặp lại yêu cầu các lệnh trừng phạt kinh tế của Mỹ đối với nước này được dỡ bỏ như một điều kiện để tiến hành đàm phán, trong khi chính quyền Trump tiếp tục khẳng định Triều Tiên phải nhượng bộ trước. Các cuộc họp giữa Ngoại trưởng Mike Pompeo và các quan chức Triều Tiên đã được lên lịch, hủy bỏ do những bất đồng, sau đó được lên lịch lại. Hội nghị thượng đỉnh tháng 2 năm 2019 đã được xác nhận sau khi Kim Yong Chol, nhà đàm phán hàng đầu của Triều Tiên, gặp Trump tại Phòng Bầu dục vào ngày 18 tháng 1 năm 2019.
Trong những ngày trước hội nghị thượng đỉnh, Trump đã khẳng định rằng cựu tổng thống Barack Obama đã đứng trước một cuộc chiến tranh với Triều Tiên, và đã nói với Trump như vậy trong quá trình chuyển đổi, cho rằng Trump đã kéo Mỹ trở lại từ bờ vực chiến tranh; cựu trợ lý Obama thẳng thừng phủ định những tuyên bố này. Trump cũng đề nghị ông xứng đáng nhận giải thưởng Nobel Hòa bình cho chính sách ngoại giao của mình với Triều Tiên, khẳng định rằng thủ tướng Nhật Bản Shinzo Abe đã đề cử ông cho giải thưởng, mặc dù Nhật Bản không xác nhận điều này và các đề cử là bí mật. Lưu ý rằng một trong những mục tiêu chính của Cộng hòa Dân chủ Nhân dân Triều Tiên là thay thế Hiệp định đình chiến Triều Tiên bằng một hiệp ước hòa bình để chính thức chấm dứt Chiến tranh Triều Tiên, Scott Snyder, thành viên cao cấp của Hàn Quốc học tại Hội đồng Quan hệ đối ngoại, nhận xét: "Điều tôi lo lắng là Tổng thống có thể muốn hòa bình nhất - hơn cả phi hạt nhân hóa... một trong những lo lắng lớn của mọi người là bằng cách nào đó, tổng thống sẽ trao đổi liên minh trên để có được giải thưởng Nobel Hòa bình."
Các quan chức tình báo hàng đầu của Mỹ đã làm chứng trước Quốc hội vào tháng 1 năm 2019 rằng không có khả năng Triều Tiên sẽ tháo dỡ hoàn toàn kho vũ khí hạt nhân của mình và cố vấn an ninh quốc gia của Trump John Bolton tiếp tục tin rằng Triều Tiên không thể tin tưởng và các nỗ lực phi hạt nhân hóa sẽ thất bại. Trump đã khẳng định rằng việc chấm dứt thử nghiệm vũ khí của Triều Tiên kể từ hội nghị thượng đỉnh Singapore là một dấu hiệu của sự tiến bộ, nhưng Bruce Klingner của Tổ chức Di sản lưu ý rằng đã có những thử nghiệm lâu hơn trong các chính quyền trước đây.
Khi đến với hội nghị thượng đỉnh, những khoảng cách về quan điểm vẫn tồn tại giữa hai nước, bao gồm cả chính xác ý nghĩa của "phi hạt nhân hóa" của các bên. Vào tháng 1, Biegun đã lặp lại lập trường chính thức của Mỹ rằng các lệnh trừng phạt đối với Triều Tiên sẽ không được dỡ bỏ cho đến khi nước này hoàn toàn phi hạt nhân hóa. Một số quan chức Mỹ lên tiếng hoài nghi rằng hội nghị thượng đỉnh sẽ đạt được kết quả cụ thể, khiến họ và một số chuyên gia chính sách đối ngoại sợ Trump có thể nhượng bộ lớn để ông có thể tuyên bố một chiến thắng chính trị và đánh lạc hướng dân Mỹ khỏi bất ổn chính trị trong nước.

## Chuẩn bị

### Đàm phán

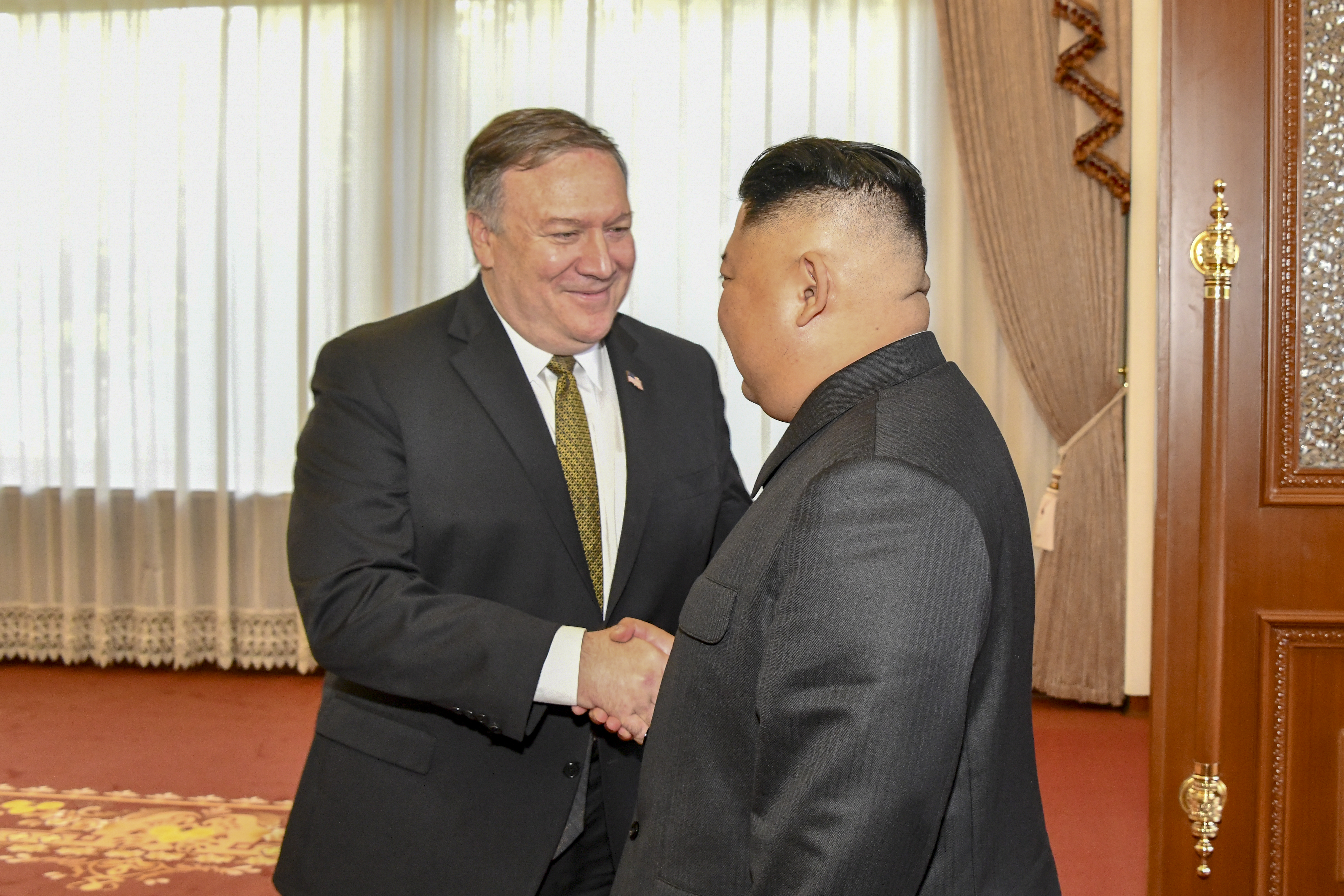
Mike Pompeo (Bộ trưởng Ngoại giao Hoa Kỳ) với nhà lãnh đạo Triều Tiên Kim Jong-un tại Bình Nhưỡng

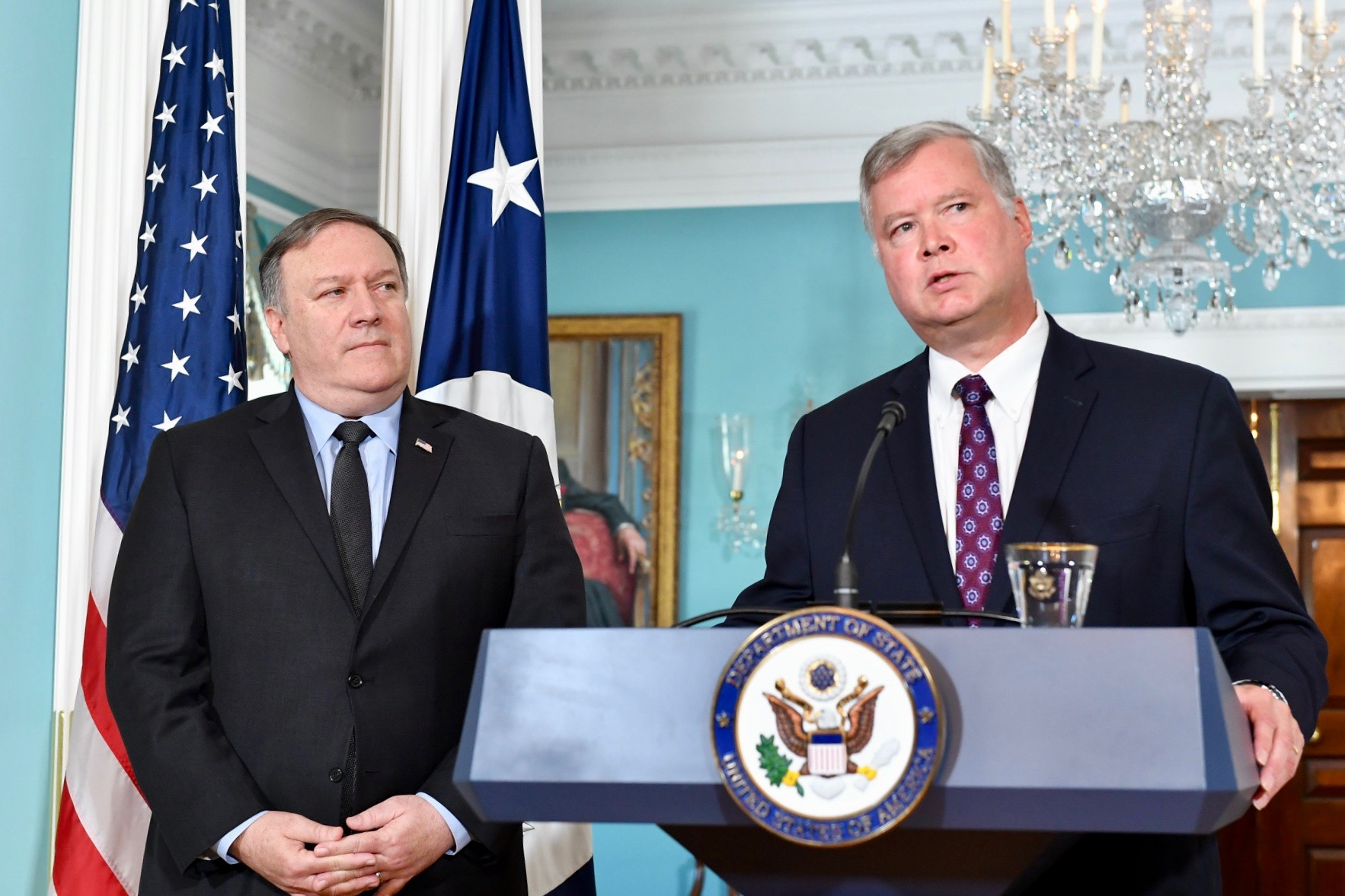
Đại diện đặc biệt Stephen Biegun phát biểu trước báo giới

Vào ngày 26 tháng 9 năm 2018, CNN đã báo cáo rằng Mike Pompeo sẽ tới CHDCND Triều Tiên để tổ chức hội nghị thượng đỉnh thứ hai giữa Tổng thống Trump và nhà lãnh đạo Triều Tiên Kim Jong-un.
Vào ngày 7 tháng 10 năm 2018, ông Pompeo đã tới Bình Nhưỡng để đàm phán với Kim Jong-un. Cả hai đồng ý tổ chức một hội nghị thượng đỉnh Mỹ-Triều Tiên lần thứ hai. Trong khi các cuộc thảo luận vẫn đang tiếp diễn để xác định thời gian và địa điểm của hội nghị thượng đỉnh thứ hai này, văn phòng Tổng thống Hàn Quốc tuyên bố rằng nó sẽ diễn ra "càng sớm càng tốt". Ông Pompeo cũng đưa ra một tuyên bố trong đó ông tuyên bố rằng chuyến đi gần nhất tới Bình Nhưỡng của ông là "một bước tiến nữa" để phi hạt nhân hóa ở bán đảo Triều Tiên và ông cũng có một "cuộc trò chuyện hữu ích, tốt đẹp" với Kim, mặc dù vẫn còn nhiều việc cần phải làm làm xong. Cùng ngày, Pompeo đã tới thủ đô Seoul của Hàn Quốc, nơi ông nói chuyện với Tổng thống Hàn Quốc lúc đó là Moon Jae-in. Sau đó, ông Pompeo tuyên bố rằng chi tiết về cuộc gặp của ông với Kim đã được tiết lộ với Moon, nhưng họ hiện đang được phân loại để chính phủ Hàn Quốc sẽ là bên thứ ba duy nhất có thông tin trước tiên Ông cũng tuyên bố rằng hội nghị thượng đỉnh sẽ xảy ra "sớm".
Vào ngày 8 tháng 1 năm 2019, Kim Jong Un đã có chuyến thăm thứ tư để gặp Tổng Bí thư, Chủ tịch Trung Quốc Tập Cận Bình để tham khảo ý kiến với ông về khả năng hội nghị thượng đỉnh Kim-Trump tại Việt Nam. Vào ngày 13 tháng 1 năm 2019, ông Pompeo cho biết các chi tiết đang được tiến hành cho hội nghị thượng đỉnh Mỹ-CHDCND Triều Tiên lần thứ hai. Vào ngày 14 tháng 1 năm 2019, tờ báo Chosun Ilbo của Hàn Quốc đã báo cáo rằng ông Pompeo sẽ có cuộc hội đàm với Triều Tiên vào ngày 17 hoặc 18 tháng 1. Vào ngày 18 tháng 1 năm 2019, theo Tạp chí Phố Wall, Nhà Trắng tuyên bố rằng Tổng thống Trump và nhà lãnh đạo Triều Tiên Kim Jong-un sẽ gặp nhau lần thứ hai vào tháng Hai. Vào ngày 30 tháng 1 năm 2019, ông Pompeo cho biết một nhóm đang hướng tới châu Á cho hội nghị thượng đỉnh Trump-Kim lần thứ hai. Triều Tiên và Hoa Kỳ được cho là sẽ tổ chức các cuộc đàm phán làm việc tại Panmunjom vào khoảng ngày 4 tháng 2  Vào ngày 31 tháng 1 năm 2019, Tổng thống Trump cho biết thời gian và địa điểm cho hội nghị thượng đỉnh với Kim Jong-un đã được thiết lập, và cho biết họ sẽ được công bố vào tuần tới. Vào ngày 5 tháng 2 năm 2019, Tổng thống Trump tuyên bố rằng hội nghị thượng đỉnh sẽ diễn ra vào ngày 27 tháng 2 tại Việt Nam; tuy nhiên, ông không tiết lộ nó sẽ diễn ra ở thành phố nào. Vào ngày 10 tháng 2 năm 2019, Bloomberg báo cáo rằng Hoa Kỳ và Triều Tiên sẽ nối lại các cuộc đàm phán trong tuần 17 tháng 2. Vào ngày 11 tháng 2 năm 2019, Hãng thông tấn Yonhap của Hàn Quốc đã báo cáo rằng nhà ngoại giao hàng đầu của Việt Nam sẽ đến thăm Triều Tiên từ ngày 12 đến 14 tháng 2 trước cuộc gặp thứ hai giữa hai nhà lãnh đạo. Vào ngày 16 tháng 2 năm 2019, Reuters đã báo cáo rằng Kim Jong-un sẽ đến Việt Nam vào ngày 25 tháng 2 trước hội nghị thượng đỉnh.
Đại diện đặc biệt của Bộ Ngoại giao tới Triều Tiên, Steve Biegun, sẽ tới Bình Nhưỡng vào thứ Tư để củng cố một số chi tiết liên quan đến hội nghị thượng đỉnh, bao gồm cả thành phố nơi nó sẽ diễn ra. Ông cũng sẽ gây sức ép để đối tác Triều Tiên tham dự một loạt các cuộc họp cấp làm việc trước hội nghị thượng đỉnh. Với hội nghị thượng đỉnh chỉ còn ba tuần nữa, các cuộc họp tiếp theo ở cấp độ làm việc sẽ là cần thiết, đặc biệt là vì không có tiến triển nào về phi hạt nhân hóa trong chuyến thăm cuối cùng của phái đoàn Cộng hòa Dân chủ Nhân dân Triều Tiên tới Washington vào tháng 1. Triều Tiên cũng nói rằng họ sẽ thực hiện các bước phi hạt nhân hóa nếu Mỹ thực hiện các biện pháp tương ứng, mặc dù Biegun nói tuần trước rằng một trong những nhiệm vụ của ông sẽ là tìm ra chính xác điều đó có nghĩa là gì.

### Hành trình đi tàu hỏa đến Việt Nam

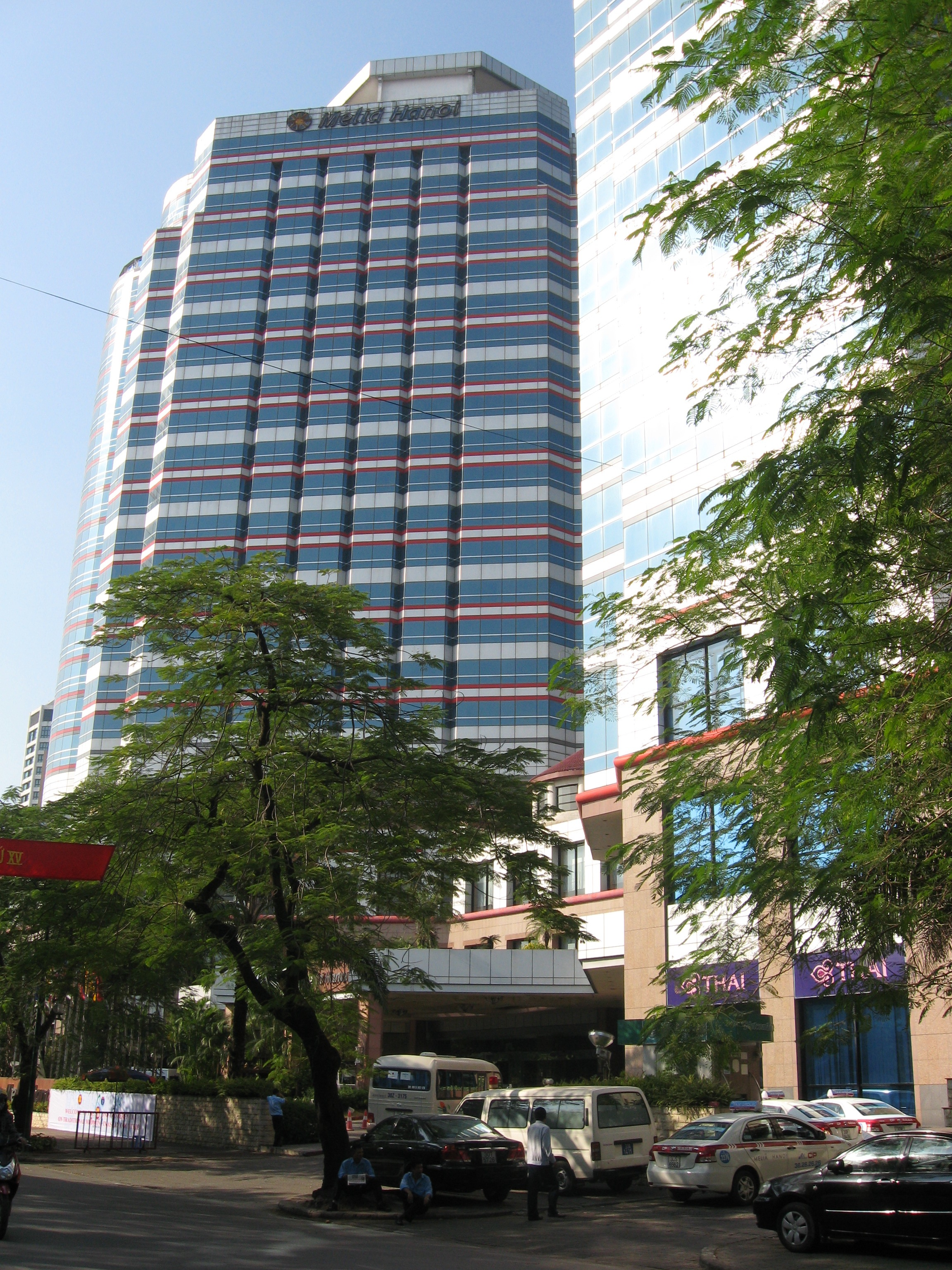
Kim ở tại khách sạn Melia Hà Nội trong thời gian diễn ra Hội nghị thượng đỉnh này

Kim Jong-un rời Bình Nhưỡng vào ngày 23 tháng 2, theo hình ảnh do Thông tấn xã Trung ương Triều Tiên công bố. Tàu sẽ đi hơn hai ngày qua Trung Quốc và Việt Nam để đến Thủ đô Hà Nội, với hành trình chính xác được giữ bí mật. Liên quan đến khoảng cách từ Triều Tiên đến Việt Nam, ít nhất tàu sẽ phải di chuyển khoảng 4.500 km trong khoảng 60 giờ. Tàu đến ga Đồng Đăng vào thứ ba (26 tháng 2 năm 2019), và Kim dự kiến sẽ đi đến Hà Nội bằng ô tô.
Một số chuyên gia đã phân tích lý do chuyến tàu hỏa chậm hơn thay vì đi máy bay là Kim Jong-un quyết định tái hiện chuyến đi của ông nội Kim Il-sung vào năm 1958 khi tới Việt Nam cũng bằng tàu hỏa qua một hành trình dài.

## Địa điểm họp

### Các địa điểm được xem xét

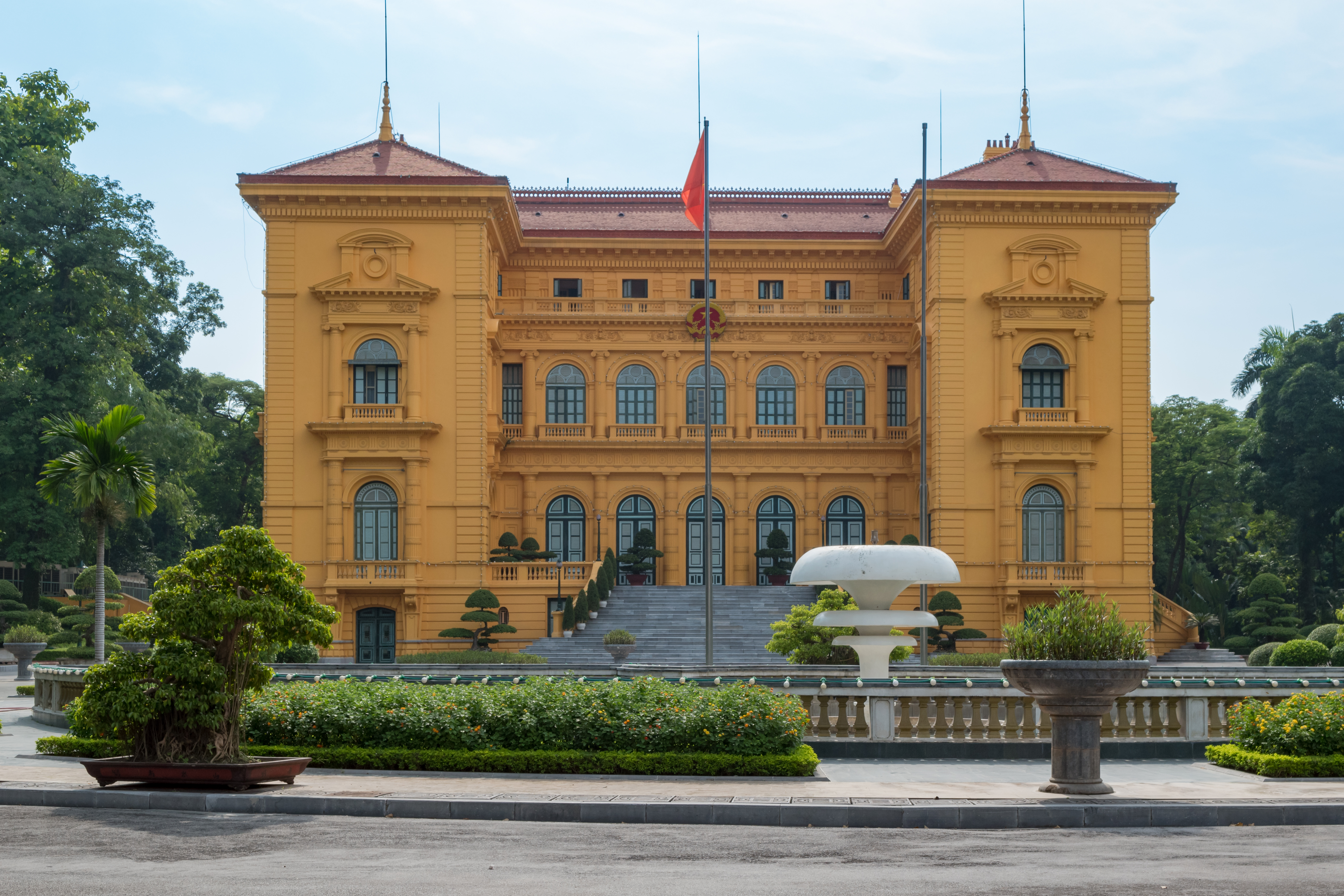
Hình ảnh Phủ Chủ tịch tại Hà Nội; địa điểm hội nghị thượng đỉnh Trump-Kim thứ hai được xác nhận sẽ diễn ra tại Hà Nội, Việt Nam.

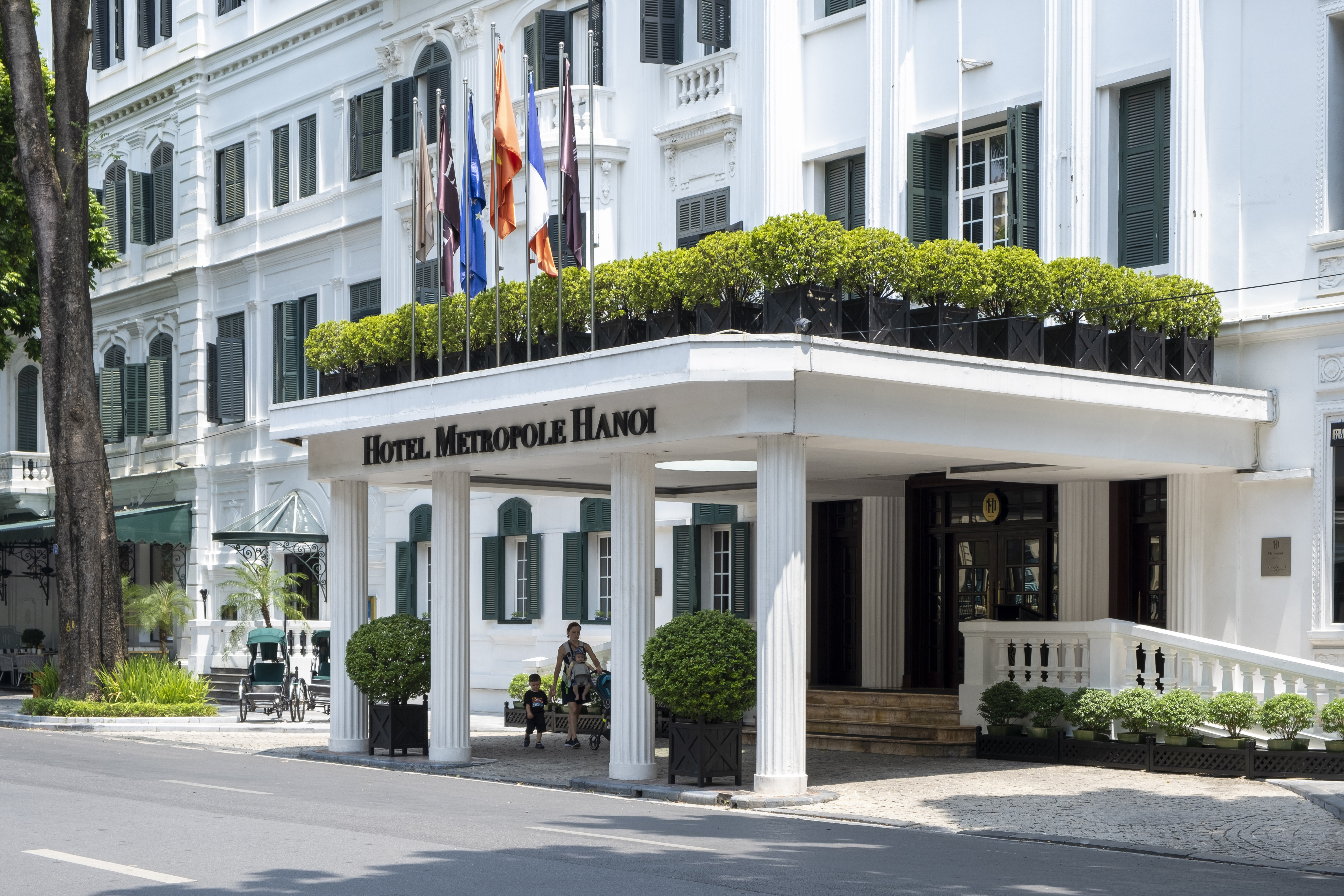
Hình ảnh khách sạn Sofitel Legend Metropole Hà Nội; Các quan chức Triều Tiên đã nhiều lần tới đây kiểm tra địa điểm tiềm năng cho hội nghị thượng đỉnh Hà Nội.

Liên quan đến nội dung hội nghị từ Bloomberg và tờ báo Hàn Quốc Munhwa Ilbo dự đoán vị trí của Hội nghị thượng đỉnh Trump thứ hai là thủ đô Hà Nội vì Việt Nam là đối tác lâu dài của Triều Tiên, và cũng có mối quan hệ đối ngoại tốt giữa Việt Nam và Mỹ. Trong Bài diễn văn Liên bang 2019, Tổng thống Trump đã tuyên bố Việt Nam sẽ là nước chủ nhà của cuộc gặp thứ hai giữa hai nhà lãnh đạo.

### Lựa chọn thành phố

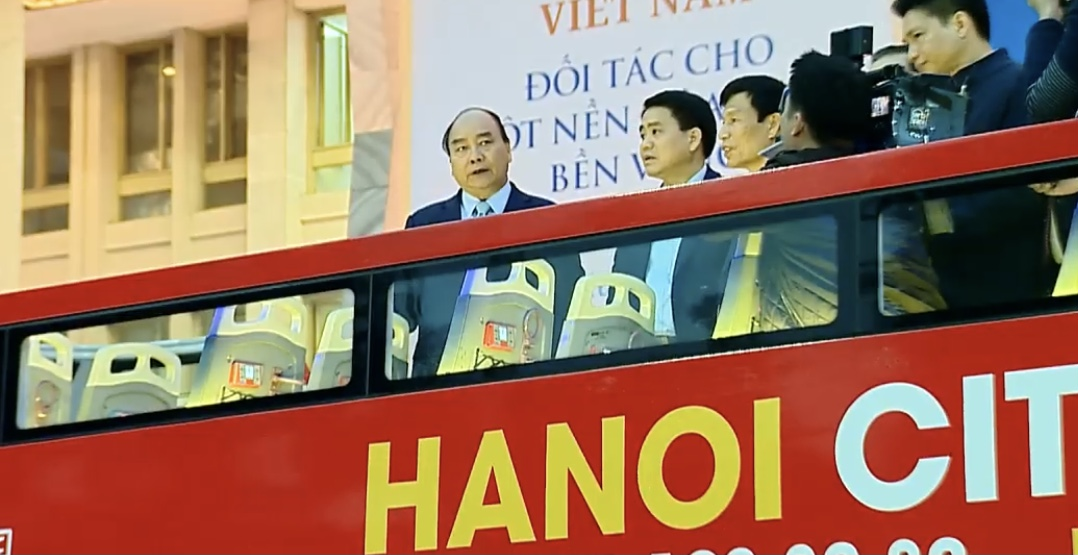
Thủ tướng Việt Nam Nguyễn Xuân Phúc chỉ đạo chuẩn bị cho hội nghị thượng đỉnh

Có một danh sách một số thành phố được coi là tiềm năng để tổ chức sự kiện này. Nó bao gồm các thành phố trực thuộc trung ương (Hà Nội, Đà Nẵng, Thành phố Hồ Chí Minh,...) và một số nơi khác như Hạ Long, Nha Trang, Phú Quốc. Tuy nhiên, Hà Nội được cho là ứng cử viên sáng giá nhất vì nhiều lý do, như được UNESCO trao tặng danh hiệu Thành phố vì Hòa bình, là thủ đô của Việt Nam và là nơi thuận lợi để các nhà lãnh đạo Việt Nam gặp gỡ các nhà lãnh đạo CHDCND Triều Tiên và Hoa Kỳ.
Được biết, khi việc chọn thành phố nào ở Việt Nam vẫn đang được thảo luận, các đối thủ chính là Hà Nội (được Triều Tiên ưa thích vì có Đại sứ quán ở đó) và Đà Nẵng (được Hoa Kỳ ưa chuộng vì Hội nghị thượng đỉnh APEC Việt Nam 2017 từng được tổ chức tại đây).
Vào ngày 8 tháng 2 năm 2019, Tổng thống Trump xác nhận rằng Hà Nội, Việt Nam sẽ tổ chức cuộc họp thượng đỉnh.

### Lựa chọn địa điểm
Các quan chức của Triều Tiên đã nhiều lần điều tra Nhà khách Chính phủ và khách sạn quốc tế đầu tiên của Hà Nội, khách sạn Sofitel Legend Metropole. Tuy nhiên, địa điểm tổ chức hội nghị thượng đỉnh Hà Nội vẫn không được báo trước.

## Phản ứng

### Trước Hội nghị thượng đỉnh
Cheong Seong-chang, phó chủ tịch kế hoạch nghiên cứu tại Viện Sejong ở Hàn Quốc, nói rằng "Sau hội nghị thượng đỉnh Trump-Kim đầu tiên, trong 260 ngày, họ đã không lãng phí tính kịp thời của mình. Thay vào đó, các lãnh đạo liên tục hoàn thiện các chiến lược đàm phán của mình cho thỏa thuận và điều khoản của hai nhà lãnh đạo cho bước tiếp theo sẽ được thảo luận trong hội nghị thượng đỉnh Trump-Kim lần thứ hai. "  Tuy nhiên, Robert Carlin, cựu nhà phân tích tình báo của CIA và Bộ Ngoại giao, tuyên bố "Kỳ vọng quá nhiều vào quá trình ở giai đoạn này là một sai lầm" và "Những người muốn xem điểm cuối xuất hiện bây giờ chắc chắn sẽ thất vọng..."
BBC News tin rằng Kim Jong-un có thể có khả năng học hỏi từ lịch sử xã hội, chính trị và kinh tế của Việt Nam  trong hội nghị thượng đỉnh Trump-Kim lần thứ hai. Mặc dù Việt Nam có các quy tắc nghiêm ngặt chống lại tự do hóa chính trị, nhưng quốc gia này khá lỏng lẻo trong các quy định về xã hội, tôn giáo và kinh tế. Công dân Việt Nam đã có thể đi du lịch đến các nước láng giềng thường xuyên. Việt Nam cũng theo đuổi các chính sách đối ngoại đa phương để họ không bị phụ thuộc chỉ vào một nền kinh tế và xây dựng các hệ thống hiện đại cho ngân hàng và tài chính. Cộng hòa Dân chủ Nhân dân Triều Tiên cũng có thể học hỏi từ những sai lầm của người Việt Nam trong quá khứ liên quan đến việc quản lý tài nguyên thiên nhiên và xử lý tình trạng bất ổn chính trị. Đây là một số trường hợp Triều Tiên có thể học hỏi từ thực tiễn của Việt Nam để giúp họ cải thiện nền kinh tế, bằng cách thu hút các nhà đầu tư nước ngoài và phát triển mối quan hệ chặt chẽ hơn với các quốc gia khác. BBC cũng cho rằng cải cách kinh tế của Việt Nam là mô hình tốt hơn để Triều Tiên noi theo so với Trung Quốc.
Tin tức Al Jazeera cho rằng tác động của Trung Quốc đối với hội nghị thượng đỉnh Trump-Kim thứ hai sẽ rất đáng kể. Mối quan hệ giữa Trung Quốc và Triều Tiên tập trung vào "lợi ích chung" nhưng khác với "tin tưởng lẫn nhau". Giáo sư người Úc Carlyle Thayer tuyên bố Trung Quốc và CHDCND Triều Tiên có khuynh hướng tương ứng với nhau sau bốn chuyến thăm của Kim tới Trung Quốc và "Điều đó cho thấy có một số phối hợp." Trung Quốc tin rằng Triều Tiên không thể phá bỏ các tên lửa hạt nhân một cách đột ngột. Tuy nhiên, khi sức mạnh chính trị của chế độ Triều Tiên tiếp tục được duy trì, hy vọng chương trình tên lửa hạt nhân của Triều Tiên sẽ ngừng hoạt động, vì các biện pháp trừng phạt kinh tế đối với Triều Tiên sẽ được nới lỏng.
Andrew Kim, người đứng đầu Trung tâm Nhiệm vụ CIA tại Hàn Quốc, tin vào nhà lãnh đạo trẻ Kim Jong-un của Triều Tiên thực lòng muốn thực hiện việc phi hạt nhân hóa và nhận được sự nhượng bộ từ Hoa Kỳ. Trong một bài phát biểu mà ông đã thực hiện vào thứ sáu (ngày 22 tháng 2) tại Đại học Stanford, Andrew Kim dẫn lời Kim Jong-un nói, ''Tôi là một người cha và một người chồng. Và tôi có con. Và tôi không muốn các con tôi mang vũ khí hạt nhân trên lưng cả đời." Ông cũng tin rằng Triều Tiên đã cố gắng đạt được thỏa thuận với các chính quyền Hoa Kỳ trước đây, nhưng họ đã chờ đợi quá lâu và họ muốn hoàn tất thỏa thuận với chính quyền Trump trước khi quá muộn. Andrew đánh giá rằng việc đóng cửa cơ sở hạt nhân Yongbyon sẽ là khởi đầu của việc phi hạt nhân hóa hoàn toàn, và điều này có thể dẫn đến một hiệp ước hòa bình, thậm chí kết thúc chiến tranh Triều Tiên 1950-53. Cơ sở Yongbyon được biết đến là trung tâm phát triển và nghiên cứu hạt nhân ở Triều Tiên.

## Diễn biến

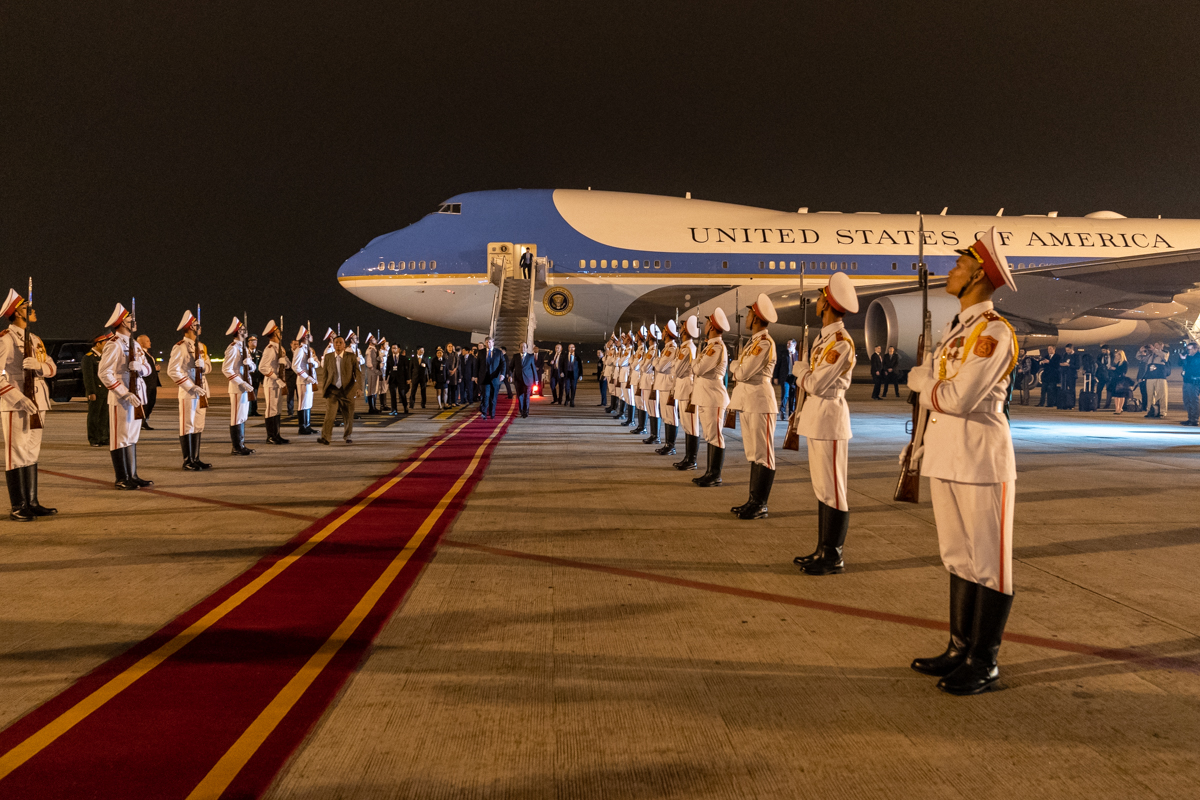
Máy bay Không lực Một của Tổng thống Donald Trump hạ cánh sân bay Nội Bài, Hà Nội

### Ngày đầu tiên

#### Gặp gỡ lãnh đạoViệt Nam

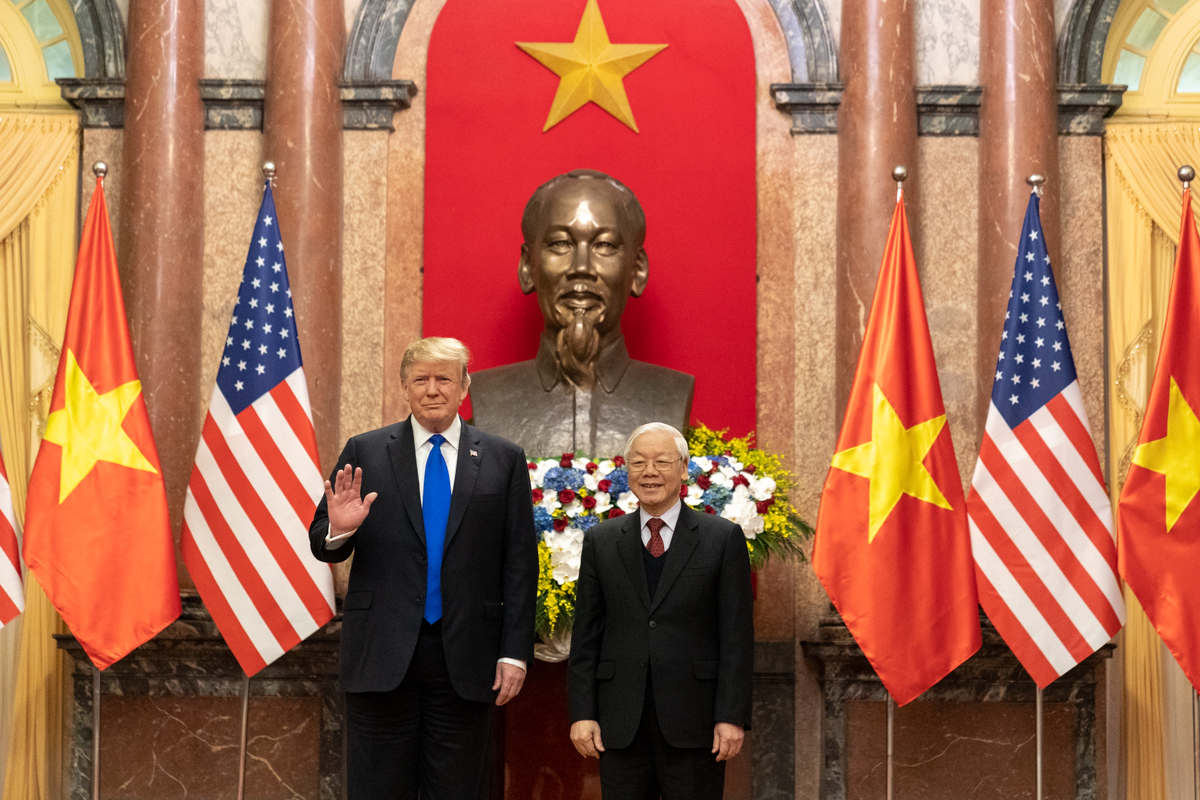
Tổng thống Hoa Kỳ Donald Trump hội kiến Tổng Bí thư, Chủ tịch nước Nguyễn Phú Trọng, ngày 27 tháng 2 năm 2019 tại Phủ Chủ tịch, Hà Nội.

Tổng thống Hoa Kỳ Donald Trump đã gặp Tổng Bí thư, Chủ tịch nước Nguyễn Phú Trọng vào khoảng 11 giờ 42 phút sáng giờ địa phương. Họ chứng kiến các giám đốc điều hành hãng hàng không Việt Nam ký một loạt các thỏa thuận kinh doanh với các công ty Mỹ. Một trong số các hợp đồng là Công ty Cổ phần Hàng không VietJet tuyên bố sẽ mua 100 máy bay Boeing 737 MAX và cũng đã ký thỏa thuận mua động cơ và dịch vụ bảo trì của General Electric. Bamboo Airways đã ký thỏa thuận mua 10 máy bay Boeing 787-9.
Tổng thống Trump cũng đã có cuộc gặp với Thủ tướng Việt Nam Nguyễn Xuân Phúc vào ngày 27 tháng 2.

#### Cuộc gặp một-một
Tại khách sạn Metropole của Hà Nội, Trump và Kim đã có cuộc gặp một đối một trong 30 phút vào tối thứ Tư. Họ bắt đầu hội nghị thượng đỉnh lúc 6:30 chiều giờ địa phương (6:30 sáng EST) với một cái bắt tay và sau đó tham gia vào một cuộc họp riêng, chỉ có người phiên dịch.

#### Bữa tối

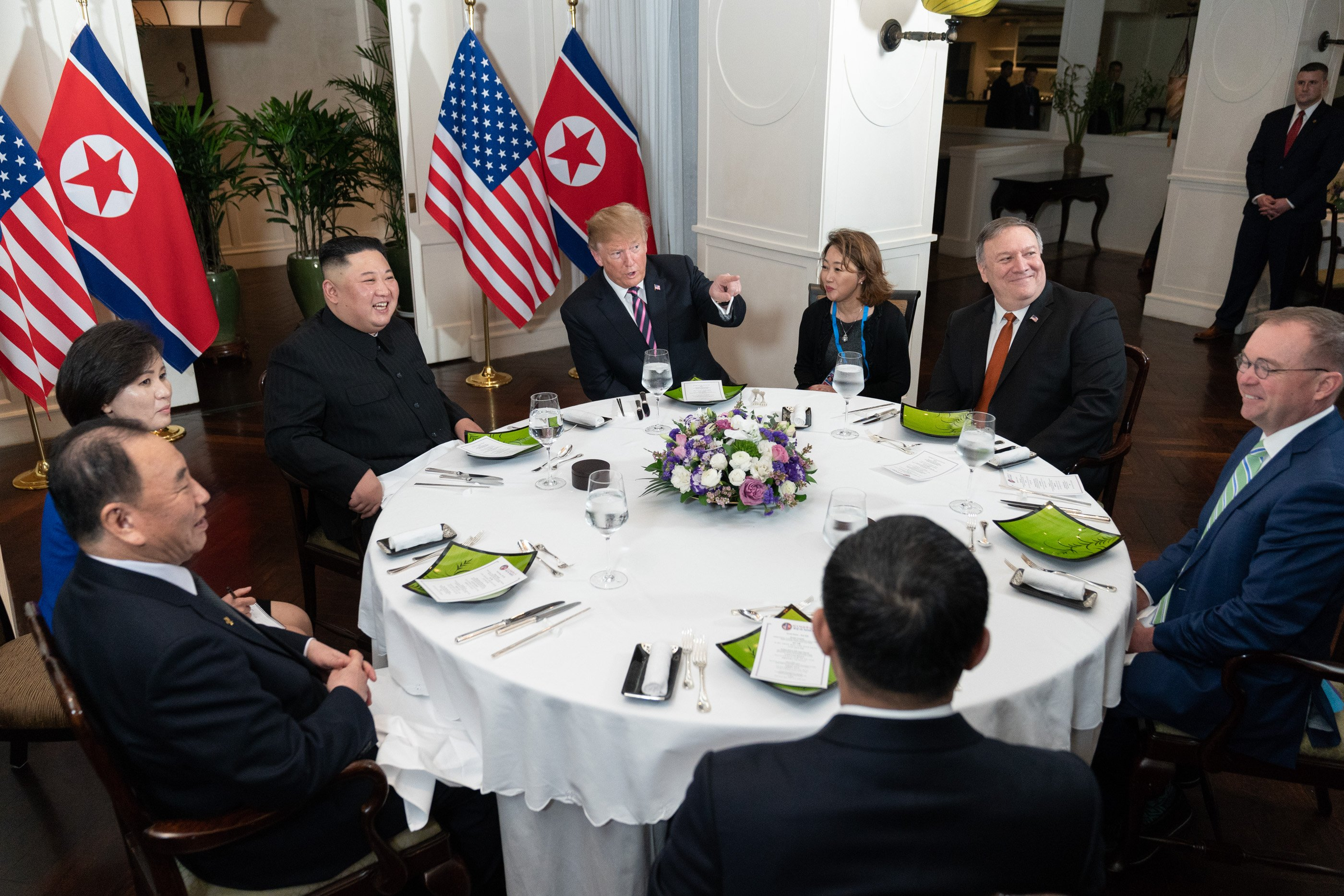
Tổng thống Mỹ Donald Trump và Chủ tịch Triều Tiên Kim Jong-un dùng bữa tối cùng với phái đoàn hai bên

Tổng thống Donald Trump và Chủ tịch Kim bắt đầu bằng một bữa tối tại Hà Nội. Có một vài người tham dự chính trong bữa tối; ngồi vào bàn tròn là Ngoại trưởng Hoa Kỳ Mike Pompeo và quyền Tham mưu trưởng Mick Mulvaney, Phó Chủ tịch Cộng hòa Dân chủ Nhân dân Triều Tiên Kim Yong-chol, và Bộ trưởng Ngoại giao Ri Yong-ho. Tổng thống Trump đảm bảo với Triều Tiên về "tương lai tốt đẹp cho đất nước này" trong những bình luận đầu tiên với lãnh đạo Kim. Lãnh đạo Kim mô tả hội nghị thượng đỉnh lần thứ hai là một "quyết định chính trị can đảm" của Trump và cũng nói thêm rằng đã có "rất nhiều suy nghĩ, nỗ lực và kiên nhẫn" trong thời gian giữa hội nghị thượng đỉnh tháng 6 và trước đó tại Singapore.
Trong buổi tối đầu tiên của hội nghị thượng đỉnh, Nhà Trắng tuyên bố rằng Trump và Kim sẽ ký một thỏa thuận chung với nhau vào chiều hôm sau.

### Ngày thứ hai

#### Cuộc gặp một-một
Trong cuộc gặp một đối một tại Hà Nội, Chủ tịch Kim đã được một phóng viên hỏi liệu ông có xem xét việc mở Văn phòng Hoa Kỳ tại Bình Nhưỡng hay không. Nhà lãnh đạo Triều Tiên ban đầu ngần ngại trả lời câu hỏi và yêu cầu Tổng thống Trump đưa báo chí ra ngoài phòng họp thượng đỉnh, nhưng Tổng thống Mỹ yêu cầu ông Kim trả lời câu hỏi, và ông Kim đã trả lời thông qua một phiên dịch viên rằng ý tưởng này sẽ được hoan nghênh. Tổng thống Trump thừa nhận câu trả lời là tích cực. Sau đó, một phóng viên khác hỏi liệu nhà lãnh đạo Triều Tiên có sẵn sàng đóng cửa chương trình hạt nhân của mình hay không, ông trả lời: "Nếu tôi không sẵn sàng làm điều đó, tôi sẽ không ở đây ngay bây giờ." Sau đó, cả hai nhà lãnh đạo đã đi vào phòng họp kín. Tuy nhiên, bữa trưa làm việc theo kế hoạch giữa Tổng thống Trump và nhà lãnh đạo Triều Tiên Kim đã bị hủy bỏ, và cũng không có lễ ký kết tuyên bố chung. Sau khi các cuộc đàm phán sơ bộ giữa Trump và Kim diễn ra trong một khoảng thời gian, thư ký báo chí Nhà Trắng, Sarah Sanders, nói với các phóng viên đang chờ đợi để đưa tin về bữa trưa rằng bữa trưa đã bị hủy bỏ.

#### Kết thúc hội nghị

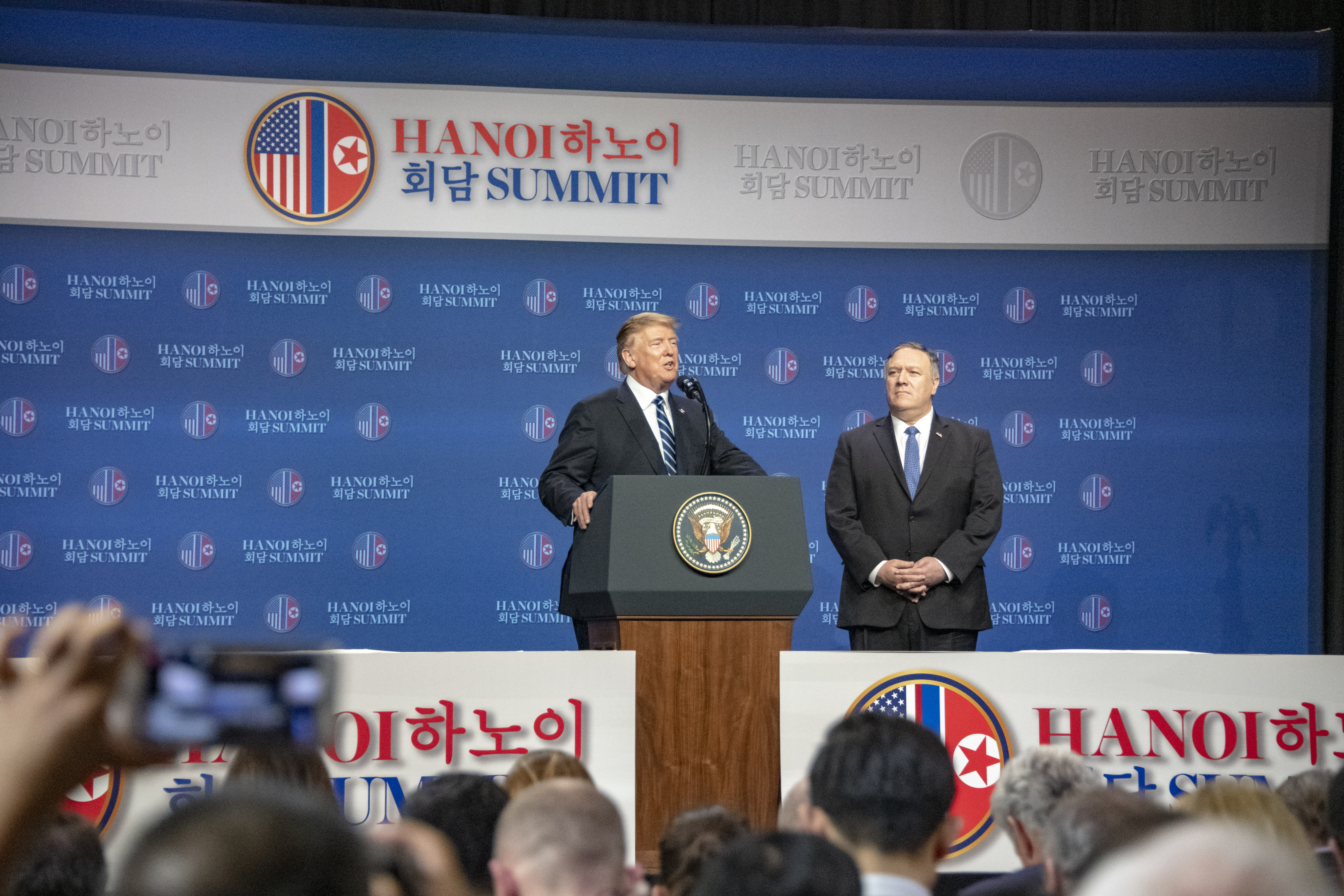
Tổng thống Hoa Kỳ Donald Trump và Ngoại trưởng Mike Pompeo tại cuộc họp báo sau hội nghị thượng đỉnh

Nhà Trắng vào thứ Năm, ngày 28 tháng 2 năm 2019, tuyên bố rằng hội nghị thượng đỉnh đã bị rút ngắn và không có thỏa thuận nào đạt được. Người phát ngôn Nhà Trắng Sarah Huckabee Sanders đã không nói với các phóng viên lý do tại sao lịch trình được thay đổi và khả năng có một buổi lễ ký kết tuyên bố chung hay không. Bước ngoặt bất ngờ này đã khiến cổ phiếu trên sàn giao dịch chứng khoán Hàn Quốc giảm giá. Tổng thống Trump nói trong một cuộc họp báo sau hội nghị thượng đỉnh ở Hà Nội rằng hội nghị thượng đỉnh bị cắt ngắn vì Bắc Triều Tiên muốn chấm dứt các lệnh cấm vận. Tổng thống Trump nói chi tiết hơn "Về cơ bản, họ muốn các lệnh cấm vận được dỡ bỏ hoàn toàn và chúng tôi không thể làm điều đó", Trump nói. "Chúng tôi phải rút lui khỏi đề nghị đó. Chúng tôi phải ngừng đàm phán tại thời điểm đó." 
Ngoại trưởng CHDCND Triều Tiên Ri Yong-ho tuyên bố đất nước của ông chỉ đề xuất dỡ bỏ một phần các biện pháp cấm vận để đổi lấy việc "tháo dỡ vĩnh viễn và hoàn toàn" cơ sở hạt nhân chính của nước này ở Yongbyon, và nói thêm, "Xét trên mức độ tin cậy lẫn nhau giữa Triều Tiên và Hoa Kỳ, đây là bước đi tối đa cho phi hạt nhân hóa mà chúng tôi có thể đồng ý. Cơ hội như thế này có thể không bao giờ trở lại." 

#### Báo chí
NBC News đưa tin vào ngày thứ hai của hội nghị thượng đỉnh rằng các nhà đàm phán Mỹ đã bỏ yêu cầu của họ rằng Triều Tiên cung cấp một bản danh sách chi tiết về các chương trình hạt nhân và tên lửa của nước này. NBC cũng trích dẫn bài phát biểu của quan chức Mỹ: trọng tâm hiện tại của thỏa thuận là lò phản ứng hạt nhân Yongbyon. Nhà khoa học hạt nhân, Tiến sĩ Siegfried Hecker tuyên bố: "Yongbyon là trung tâm của chương trình hạt nhân của Triều Tiên, và nếu chúng ta tháo dỡ hoàn toàn cơ sở hạt nhân Yongbyon, Triều Tiên sẽ không bao giờ có thể sản xuất plutoni nữa".

## Phản ứng sau hội nghị thượng đỉnh
Mặc dù hội nghị thượng đỉnh bị cắt ngắn và không có thỏa thuận nào đạt được, Hàn Quốc và Nhật Bản đều ủng hộ hành động của Trump. Tomohiko Taniguchi, một trong những cố vấn chính sách cao cấp của Thủ tướng Nhật Bản Shinzo Abe, nói rằng: "Mặc dù Tokyo từ lâu đã muốn có một thỏa thuận, nhưng quan trọng đó phải là một thỏa thuận đúng đắn".
Nhà báo ngoại giao và an ninh quốc gia kỳ cựu Michael Gordon đã viết trên The Wall Street Journal: "Nếu hai bên đã chọn cách tiếp cận từ dưới lên kiểu truyền thống, các nhà ngoại giao của họ sẽ làm việc để thỏa thuận với nhau và chỉ sắp xếp một hội nghị thượng đỉnh khi cả hai bên đã đồng thuận gần đủ mức để có thể ký một văn bản thỏa thuận chung. Tuy nhiên, các nhà ngoại giao Mỹ và Triều Tiên chỉ có các cuộc họp không liên tục kể từ hội nghị thượng đỉnh tháng 6 và cả hai bên đã đánh cược rằng họ sẽ thành công hơn bằng cách gây sức ép với nhau tại một hội nghị thượng đỉnh khác. Ông Kim tính toán rằng ông Trump sẽ linh hoạt hơn trong việc đồng ý dỡ bỏ các biện pháp trừng phạt so với cấp dưới của mình. Về phần mình, ông Trump cho rằng ông là người giỏi nhất để đàm phán một thỏa thuận hạt nhân."
Joseph Yun, cho đến tháng 3 năm 2018 là Đại diện đặc biệt của Hoa Kỳ về Chính sách Triều Tiên, đã nói về kết quả của hội nghị thượng đỉnh, "Lần này thực sự nói lên một điều: sự thiếu chuẩn bị. Bạn không thể soạn thảo một tuyên bố chung từ không có gì. Hai bên chưa bao giờ thực sự gần gũi để xây dựng một sự đồng thuận xung quanh biện pháp cấm vận, và điều đó dẫn đến sự bế tắc."
Gary Samore, cựu Điều phối viên Nhà Trắng về Kiểm soát Vũ khí và Vũ khí Hủy diệt Hàng loạt, đã nhận xét, "Rõ ràng đây là một sai lầm của cả hai bên. Thất bại là một bài học tốt cho cả hai bên rằng các hội nghị thượng đỉnh cần phải được chuẩn bị trước."